# Таскаровас (округ)
Округ Таскаровас (англ. Tuscarawas County) располагается в штате Огайо, США. Официально образован 15 марта 1808 года. По состоянию на 2010 год, численность населения составляла 92 582 человека.

## География
По данным Бюро переписи США, общая площадь округа равняется 1 480,057 км2, из которых 1 470,189 км2 суша и 9,894 км2 или 0,670 % это водоёмы.

## Население
По данным переписи населения 2000 года в округе проживает 90 914 жителей в составе 35 653 домашних хозяйств и 25 313 семей. Плотность населения составляет 62,00 человека на км2. На территории округа насчитывается 38 113 жилых строений, при плотности застройки около 26,00-ти строений на км2. Расовый состав населения: белые — 97,87 %, афроамериканцы — 0,73 %, коренные американцы (индейцы) — 0,17 %, азиаты — 0,24 %, гавайцы — 0,05 %, представители других рас — 0,21 %, представители двух или более рас — 0,73 %. Испаноязычные составляли 0,71 % населения независимо от расы.
В составе 32,30 % из общего числа домашних хозяйств проживают дети в возрасте до 18 лет, 58,10 % домашних хозяйств представляют собой супружеские пары проживающие вместе, 9,30 % домашних хозяйств представляют собой одиноких женщин без супруга, 29,00 % домашних хозяйств не имеют отношения к семьям, 24,90 % домашних хозяйств состоят из одного человека, 11,50 % домашних хозяйств состоят из престарелых (65 лет и старше), проживающих в одиночестве. Средний размер домашнего хозяйства составляет 2,52 человека, и средний размер семьи 3,01 человека.
Возрастной состав округа: 0,00 % моложе 18 лет, 0,00 % от 18 до 24, 0,00 % от 25 до 44, 0,00 % от 45 до 64 и 0,00 % от 65 и старше. Средний возраст жителя округа 38 лет. На каждые 100 женщин приходится 95,10 мужчин. На каждые 100 женщин старше 18 лет приходится 91,40 мужчин.
Средний доход на домохозяйство в округе составлял 35 489 USD, на семью — 41 677 USD. Среднестатистический заработок мужчины был 31 963 USD против 20 549 USD для женщины. Доход на душу населения составлял 17 276 USD. Около 7,20 % семей и 9,40 % общего населения находились ниже черты бедности, в том числе — 12,20 % молодежи (тех, кому ещё не исполнилось 18 лет) и 7,80 % тех, кому было уже больше 65 лет.